# میثم آقایی
میثم آقایی (زاده ۱ تیر ۱۳۶۹ - اراک) بازیکن فوتبال اهل ایران است و عضو باشگاه فوتبال خیبر خرم‌آباد است.
او برادر بزرگتر سجاد آقایی بازیکن آلومینیوم اراک می‌باشد.

## دوران حرفه ای

### هپکو اراک
وی سال ۲۰۰۲ تا ۲۰۰۸ در تیم هپکو اراک در لیگ آزادگان بازی می‌کرد و ۵ گل به ثمر رساند

### راه‌آهن
سال ۲۰۱۰ تا ۲۰۱۲ دو فصل عضو تیم فوتبال باشگاه راه‌آهن بود و ۴ گل به ثمر رساند.

### آلومینیوم هرمزگان
وی سال ۲۰۱۲ تا ۲۰۱۴ عضو تیم فوتبال باشگاه آلومینیوم هرمزگان بود و یک گل به ثمر رساند.

### آلومینیوم اراک
وی در سال ۲۰۱۵ تا ۲۰۱۶ به تیم باشگاه فوتبال آلومینیوم اراک تیم شهر خودش بازگشت و ۵ گل نیز به ثمر رساند

### پارس جنوبی جم
وی سال ۲۰۱۶ تا ۲۰۱۸ به عضویت تیم باشگاه فوتبال پارس جنوبی جم پیوست که در لیگ آزادگان حضور داشت و در فصلی خوب موفق به زدن ۲ گل و ۴ پاس گل شد و پارس جنوبی جم به لیگ برتر صعود کرد.

### آلومینیوم اراک
وی دوباره به تیم فوتبال باشگاه آلومینیوم اراک تیم شهر خود بازگشت و در نیم فصل اول لیگ بیست و یکم در لیگ برتر ایران بازی می‌کرد و کاپیتان دوم این تیم بود. وی با توافقی دو طرفه در نیم فصل دوم لیگ ۱۴۰۱–۱۴۰۰ از این تیم جدا شد.